# Hibernian FC
Detta är en artikel om den skotska fotbollsklubben Hibernian FC, ej att förväxla med Hibernians FC från Malta
Hibernian FC är en skotsk fotbollsklubb från staden Edinburgh grundad av irländska arbetare 1875. Klubben har blivit skotska mästare fyra gånger och har nått semifinal i Europacupen som bäst 1955/1956. Hemmaarenan heter Easter Road, och laget förkortas i vardagligt tal "Hibs" eller "Hibees".

## Rivalitet
Klubbens stora rivaler är lokalkonkurrenterna Hearts of Midlothian. Matcherna mellan lagen kallas för The Edinburgh Derby.

## Truppen
| 1  | Österrike | Raphael Sallinger | 8 december 1995  | Hartberg (-25)         |
| 13 | England   | Jordan Smith      | 8 december 1994  | Stockport County (-24) |
| 31 | Skottland | Murray Johnson    | 13 november 2004 | Hibernian FC           |

| 4  | Skottland      | Grant Hanley  | 20 november 1991  | Birmingham City (-25)    |
| 5  | Irland         | Warren O'Hora | 19 april 1999     | Milton Keynes Dons (-24) |
| 12 | Skottland      | Chris Cadden  | 19 september 1996 | Columbus Crew (-21)      |
| 15 | Australien     | Jack Iredale  | 2 maj 1996        | Bolton Wanderers (-24)   |
| 21 | Uganda         | Jordan Obita  | 8 december 1993   | Wycombe Wanderers (-23)  |
| 27 | England        | Kanayo Megwa  | 5 mars 2004       | Brooke House FA (-21)    |
| 33 | Kongo-Kinshasa | Rocky Bushiri | 30 november 1999  | Norwich City (-22)       |

| 6  | Wales     | Dylan Levitt    | 17 november 2000  | Dundee United (-23)    |
| 8  | Gambia    | Alasana Manneh  | 8 april 1998      | Odense (-25)           |
| 11 | England   | Joe Newell      | 15 mars 1993      | Rotherham United (-19) |
| 14 | Zambia    | Miguel Chaiwa   | 7 juni 2004       | Young Boys (-25)       |
| 17 | Irland    | Jamie McGrath   | 30 september 1996 | Aberdeen (-25)         |
| 19 | Skottland | Nicky Cadden    | 19 september 1996 | Barnsley (-24)         |
| 20 | Skottland | Josh Mulligan   | 12 november 2002  | Dundee (-25)           |
| 30 | Skottland | Jacob MacIntyre | 29 januari 2006   | Hibernian FC           |
| 32 | Skottland | Josh Campbell   | 6 maj 2000        | Hibernian FC           |
| 35 | Skottland | Rudi Molotnikov | 23 maj 2006       | Hibernian FC           |

| 7  | Frankrike  | Élie Youan      | 7 april 1999      | St. Gallen (-22) |
| 9  | Skottland  | Kieron Bowie    | 21 september 2002 | Fulham (-24)     |
| 10 | Australien | Martin Boyle    | 25 april 1993     | Al-Faisaly (-22) |
| 18 | Togo       | Thibault Klidjé | 10 juli 2001      | Luzern (-25)     |
| 23 | Kanada     | Junior Hoilett  | 5 juni 1990       | Aberdeen (-24)   |

### Utlånade spelare
| Nr | Land | Pos | Namn |
| -- | ---- | --- | ---- |